# ثيوكيتال

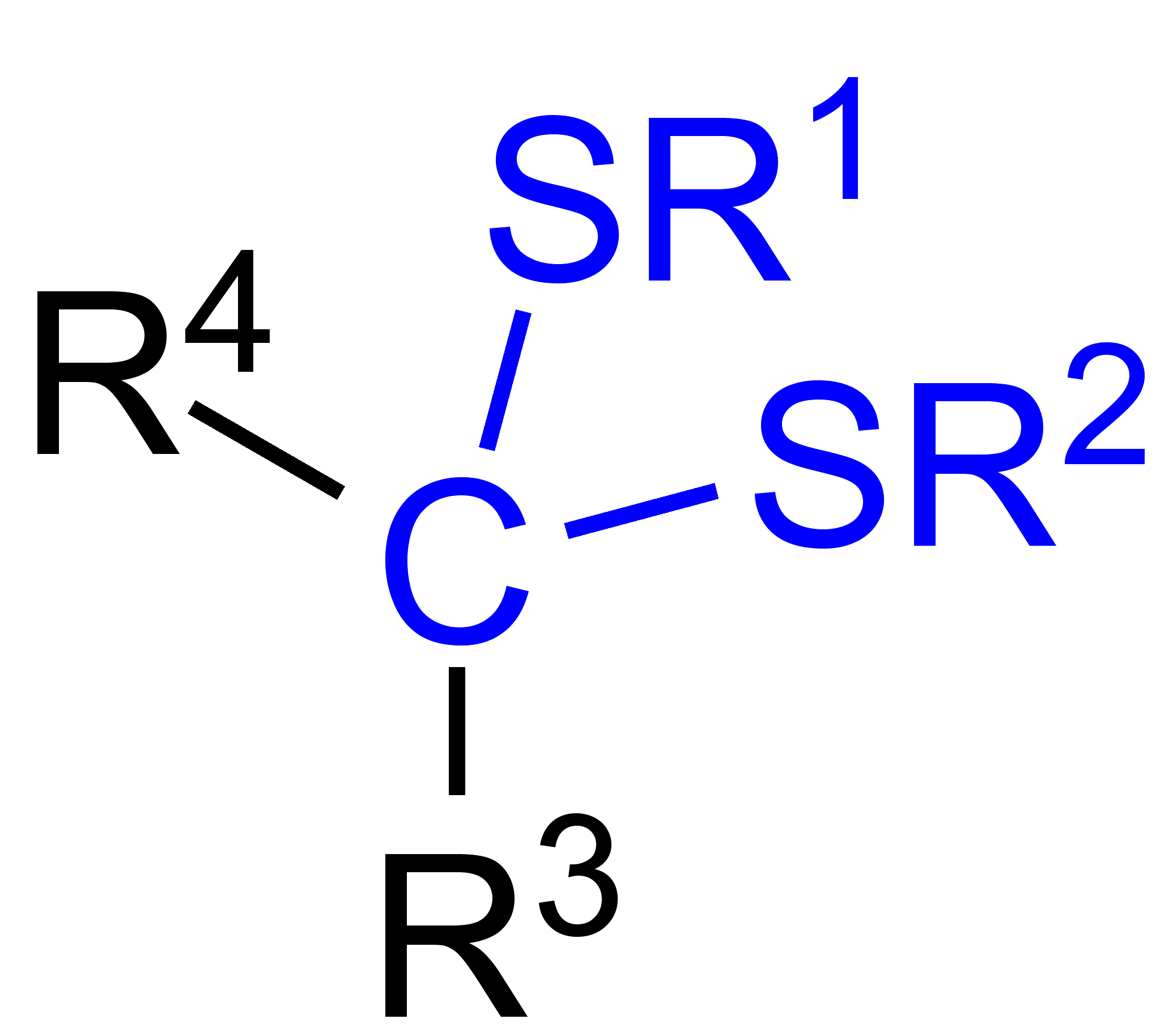
الصيغة العامة لمركب ثيوكيتال

ثيوكيتال في الكيمياء هي مجموعة وظيفية مشابهة بنيوياً لمجموعة كيتال، حيث تحل ذرة كبريت مكان ذرة أكسجين، ومن هنا أتت إضافة السابقة ثيو، والتي تشير إلى الكبريت. هناك أيضاً مجموعة ثنائي ثيوكيتال، حيث تسبتدل كلتا ذرتي الأكسجين بذرتي كبريت.

## التحضير
يمكن الحصول على مركبات ثيوكيتال من تفاعل الكيتونات أو الألدهيدات مع الثيولات وذلك بوسط من حفاز حمضي.

تحضير مركب ثيوكيتال.

## الخصائص
يمكن اختزال الكيتونات عند وسط معتدل من pH باستخدام طريقة ثيوكيتال. يمكن لمركبات ثيوكيتال المحضرة من الكيتونات أن تختزل بسهولة بالهدرجة المحفزة بواسطة نيكل راني في تفاعل يعرف باسم تفاعل موزينغو Mozingo reduction.

## اقرأ أيضاً
- ثيو‌أسيتال
- كيتال